# Cachaça
Cachaça (portugalsko: [kaˈʃasɐ]) je žgana pijača iz fermentiranega soka sladkornega trsa. Znana tudi kot pinga, caninha in druga imena, je najbolj priljubljena žgana pijača med destiliranimi alkoholnimi pijačami v Braziliji. Zunaj Brazilije se cachaça uporablja skoraj izključno kot sestavina tropskih pijač, pri čemer je caipirinha najbolj znan koktajl. V Braziliji se caipirinha pogosto kombinira z jedjo feijoada.

## Zgodovina
Proizvodnjo sladkorja so Portugalci v 16. stoletju večinoma preusmerili z otoka Madeira v Brazilijo. Na Madeiri se aguardente de cana izdeluje z destilacijo soka sladkornega trsa v alkoholne pijače, destilarne posode z Madeire pa so prinesli v Brazilijo, da bi naredili to, kar se danes imenuje tudi cachaça. Postopek sega v leto 1532, ko je eden od portugalskih kolonistov prinesel prve potaknjence sladkornega trsa v Brazilijo z Madeire.
Cachaça se lahko proizvaja samo v Braziliji, kjer se po podatkih iz leta 2007 letno porabi 1.500.000.000 litrov v primerjavi s 15.000.000 litri izven države. Običajno ima med 38 in 48 % alkohola po prostornini. Ko je domača, je lahko tako močna, kot želi destilarna. Doda se lahko do šest gramov na liter sladkorja.
Številke iz leta 2003 kažejo, da se vsako leto proizvede 1,3 milijarde litrov cachaçe; le 1 % tega se izvozi (večinoma v Nemčijo).

## Proizvodnja
Cachaça, tako kot rum, ima dve različici: nestarano portugalsko branca, 'bela' ali prata, 'srebrna') in starano (amarela, 'rumena' ali ouro, 'zlata'). Bela cachaça se običajno ustekleniči takoj po destilaciji in je po navadi cenejša. Nekateri proizvajalci jo starajo do 12 mesecev v lesenih sodih, da dosežejo bolj gladko mešanico. Pogosto se uporablja kot sestavina caipirinhe in drugih mešanih pijač. Temna cachaça, ki se običajno obravnava kot 'premium' sorta, se stara v lesenih sodih in je namenjena pitju v čistem stanju. Običajno se stara do 3 leta, čeprav so nekatere cachace ultra-vrhunskega razreda starane do 15 let. Na njen okus vpliva vrsta lesa, iz katerega je izdelan sod.
Obstajajo zelo pomembne regije v Braziliji, kjer se proizvaja fina pot still cachaça, kot so Salinas v zvezni državi Minas Gerais, Chã Grande v zvezni državi Pernambuco, Paraty v zvezni državi Rio de Janeiro, Monte Alegre do Sul v São Paulu, Luiz Alves v zvezni državi Santa Catarina in Abaíra v državi Bahia. Danes je proizvajalce cachaçe mogoče najti v večini brazilskih regij in leta 2011 jih je bilo več kot 40.000.

### Težke kovine
Cachaça se proizvaja v bakrenih kotlih. Raven bakra v domačih cachacah lahko preseže zakonske omejitve, ki jih določa brazilska zakonodaja. Nekaj bakra velja za zaželenega v procesu destilacije kot katalizatorja za oksidacijo žveplovih spojin, ki nastanejo s fermentacijo, vendar je treba ravni nadzorovati z ustreznim vzdrževanjem in čiščenjem destilacijske posode, da se odstrani nakopičena zelenica. Uporabljajo se adsorbenti, vendar se je pokazalo, da najpogosteje uporabljeni adsorbenti, aktivno oglje in ionsko izmenjevalna smola, spremenijo kemično sestavo cachaçe. Sladkorni trs je bil predlagan kot selektivni adsorbent.

## Sopomenke
V več kot štiristoletni zgodovini je cachaça nabrala sinonime in ustvarjalne vzdevke, ki so jih skovali brazilski ljudje. Nekatere od teh besed so bile ustvarjene z namenom zavajanja nadzora metropole v dneh, ko je bila cachaça v Braziliji prepovedana; pijača je tekmovala z evropskim destilatom. Obstaja več kot dva tisoč besed za brazilski nacionalni destilat. Nekateri od teh vzdevkov so: abre-coração (odpira srce), água-benta (sveta voda), bafo-de-tigre (dih tigra) in limpa-olho (izpira oči).

## Razlika od ruma
V začetku 17. stoletja so proizvajalci sladkorja iz različnih evropskih kolonij v Ameriki uporabljali stranske proizvode sladkorja, melaso in ostanke kot surovino za proizvodnjo alkoholnih žganih pijač. Nastala pijača je bila znana pod več imeni: v britanskih kolonijah so jo poimenovali rum, v Franciji tafia, v Španiji aguardiente de caña in na Portugalskem (Brazilija), aguardente da terra, aguardente de cana in kasneje cachaça (domačini ji pravijo tudi Pinga', kar pomeni kapljanje).
Glavna razlika med cachaço in rumom je, da je rum običajno narejen iz melase, stranskega proizvoda, potem ko rafinerija prekuha trsni sok, da izloči čim več kristalov sladkorja, medtem ko je cachaça narejena iz svežega soka sladkornega trsa, fermentiranega in destiliranega. Nekateri rumi, zlasti rhum agricole iz francoskih Karibov, so prav tako izdelani po slednjem postopku. Cachaça je znana tudi kot brazilski rum.
V Združenih državah je cachaça priznana kot vrsta ruma in značilen brazilski proizvod, potem ko je bil leta 2013 podpisan sporazum z Brazilijo, v katerem bo opustila uporabo izraza 'brazilski rum'.